# Frederick G. Barry
Frederick George Barry (* 12. Januar 1845 in Woodbury, Cannon County, Tennessee; † 7. Mai 1909 in West Point, Mississippi) war ein US-amerikanischer Politiker. Zwischen 1885 und 1889 vertrat er den siebten Wahlbezirk des Bundesstaates Mississippi im US-Repräsentantenhaus.

## Werdegang
Frederick Barry erhielt nur eine begrenzte Schulausbildung und trat schon in jungen Jahren während des Bürgerkrieges in die Armee der Konföderierten Staaten ein. Dort war er einfacher Soldat der Kavallerie. Nach dem Krieg studierte er Jura und begann nach seiner Zulassung als Rechtsanwalt in Aberdeen im Monroe County in seinem neuen Beruf zu arbeiten. Im Jahr 1873 verlegte er seinen Wohnsitz und damit auch seine Kanzlei nach West Point im Clay County.
Barry war Mitglied der Demokratischen Partei. Zwischen 1875 und 1879 saß er im Senat von Mississippi. 1884 wurde er im siebten Distrikt von Mississippi in das US-Repräsentantenhaus in Washington gewählt, wo er am 4. März 1885 James Ronald Chalmers ablöste. Nach einer Wiederwahl im Jahr 1886 konnte Barry bis zum 3. März 1889 zwei Legislaturperioden im Kongress absolvieren. Im Jahr 1888 verzichtete er auf eine erneute Kandidatur. Nach dem Ende seiner Zeit im Kongress zog er sich aus der Politik zurück und arbeitete wieder als Rechtsanwalt in West Point, wo er im Jahr 1909 verstarb.